# كانتون سيليكا
كانتون سيليكا (بالإنجليزية: Celica Canton)‏ هو كانتون في الإكوادور، يتبع مقاطعة لوخا.